# Jordánia hadereje
Jordánia hadereje három fegyvernemből áll: a szárazföldi haderőből, a légierőből és a haditengerészetből.

## Fegyveres erők létszáma
- Aktív: 100 500 fő[1]
- Tartalék állomány: 100 000 fő[1]

## Szárazföldi haderő
Állomány: 84 700 fő

### Szervezete
- 5 gépesített dandár
- 1 páncélos dandár
- 2 gyalogos dandár
- 4 tüzér dandár
- 1 királyi páncélos hadosztály
- 1 Királyi Gárda dandár
- 1 "Ranger" dandár
- 1 ejtőernyős dandár
- 1 kisegítő dandár
- 3 gyalogos zászlóalj
- 1 felderítő zászlóalj

### Fegyverzete
- 1179 db harckocsi (M47/48, M60, Chieftain, Centurion, Challenger 1)
- 19 db közepes harckocsi (Scorpion)
- 26 db páncélozott gyalogsági harcjármű (BMP–2)
- 1500 db páncélozott szállító harcjármű (M113, BTR–34, Spartan)
- 628 db tüzérségi löveg: 210 db vontatásos, 418 db önjáró

## Légierő
Állomány: 15 000 fő

### Szervezete
- 4 közvetlen támogató és felderítő század
- 2 vadászrepülő század
- 1 szállító század
- 3 helikopter század

### Fegyverzete
- 101 db harci repülőgép (F–5, Mirage F1E, F–16)
- 12 db szállító repülő (C–130, C–212 Aviocar)
- 22 db harci helikopter (AH–1)

## Haditengerészet
Állomány: 540 fő

### Hadihajók
- 3 db őrhajó